# Federação Ganesa de Voleibol
A Federação Ganesa de Voleibol  (em inglêsːGhana Volleyball Federation, GVF) é  uma organização fundada em 1961 que governa a pratica de voleibol em Gana, sendo membro da Federação Internacional de Voleibol e da Confederação Africana de Voleibol, a entidade é responsável por  organizar  os campeonatos nacionais de  voleibol masculino e feminino no país.